# Mots de passe (Apple)
Chronologie des versions
Keychain
Mots de passe est une application de gestion de mots de passe développée par Apple Inc. Elle est disponible sur les appareils possédant iOS 18, macOS Sequoia, iPadOS 18 et visionOS 2. Elle est également disponible via l'application iCloud sur Windows.

## Histoire
L’application est pour le moment en version bêta, elle sera disponible pour le grand public lors de la sortie de iOS 18 cette automne.
L’information avait fuité selon le journaliste de Bloomberg, Mark Gurman, quelques jours avant sa présentation officielle lors de la WWDC24. Elle remplace le keychain qui était trouvable dans les réglages de l’appareil auparavant.
L’application n’est pas révolutionnaire mais se veut simple, intégrée à l’écosystème mais aussi gratuite.

## Fonctionnalités
L'application regroupe l'entièreté de vos mots de passe en une seule application avec un design simple. Les mots de passes, les clés d'accès, les codes de vérification, les mots de passe wifi (avec génération d’un QRcode directement dans l’application pour partager vos wifi). Il est possible de trier ses mots de passe par date de création, modification, en fonction des sites web ou de manière alphabétique,.
L’application se veut chiffrée avec une protection de vos mots de passe, comme l’indique le message de bienvenue dans l’application. L’application vous propose lors de la création d’un compte sur un site web ou sur une application un mot de passe robuste composée de caractères aléatoires et l’enregistre dans l’application. L’application propose également de remplir vos identifiants lors de la connexion, à l’instar de l’ancienne version proposée dans les réglages.
Pour sécuriser vos comptes, il est possible (si le site/application propose le service) d’enregistrer dans l’application un code d’authentification à double facteur. A chaque connexion, il sera nécessaire de rentrer le code qui se régénère toutes les 30 secondes dans l’application. Le code peut être rempli automatiquement grâce à la vérification biométrique comme Touch ID ou Face ID sur tous les modèles (sauf les iPhone SE).
L'application est synchronisé avec iCloud avec le trousseau et permet de retrouver ses mots de passe sur Google Chrome par exemple grâce a l’extension et à l’application iCloud sur Windows.
L'application vous alerte en cas de compromission des données, elle est protégée par Face ID, et Apple assure une protection des données. L’application indique également lorsque le mot de passe est considéré comme faible.
Il est également possible de partager des mots de passe avec des tiers en créant un groupe de mot de passe ou via AirDrop de manière sécurisée.

## Réception
L’application semble être apprécié par les utilisateurs (comme en témoignent différents journaux ainsi que les avis sur l’App Store) pour son intégration à l’écosystème (même sur les appareils Windows grâce à l’application iCloud), sa gratuité (beaucoup d’application tierces sont payantes) et sa simplicité d’utilisation.Cependant, il est à noter que des fonctionnalités sont considérées comme manquantes par les premiers utilisateurs de l’application,.
Les utilisateurs se demandent également si les mots de passe sont encore une source fiable ou si d’autres moyens de connexions comme les PassKey ne sont pas des méthodes plus sûres pour l’avenir.

## Voir Aussi

### Logiciel Similaire
Gestionnaire de mot de passe